# Ліврусткамарен

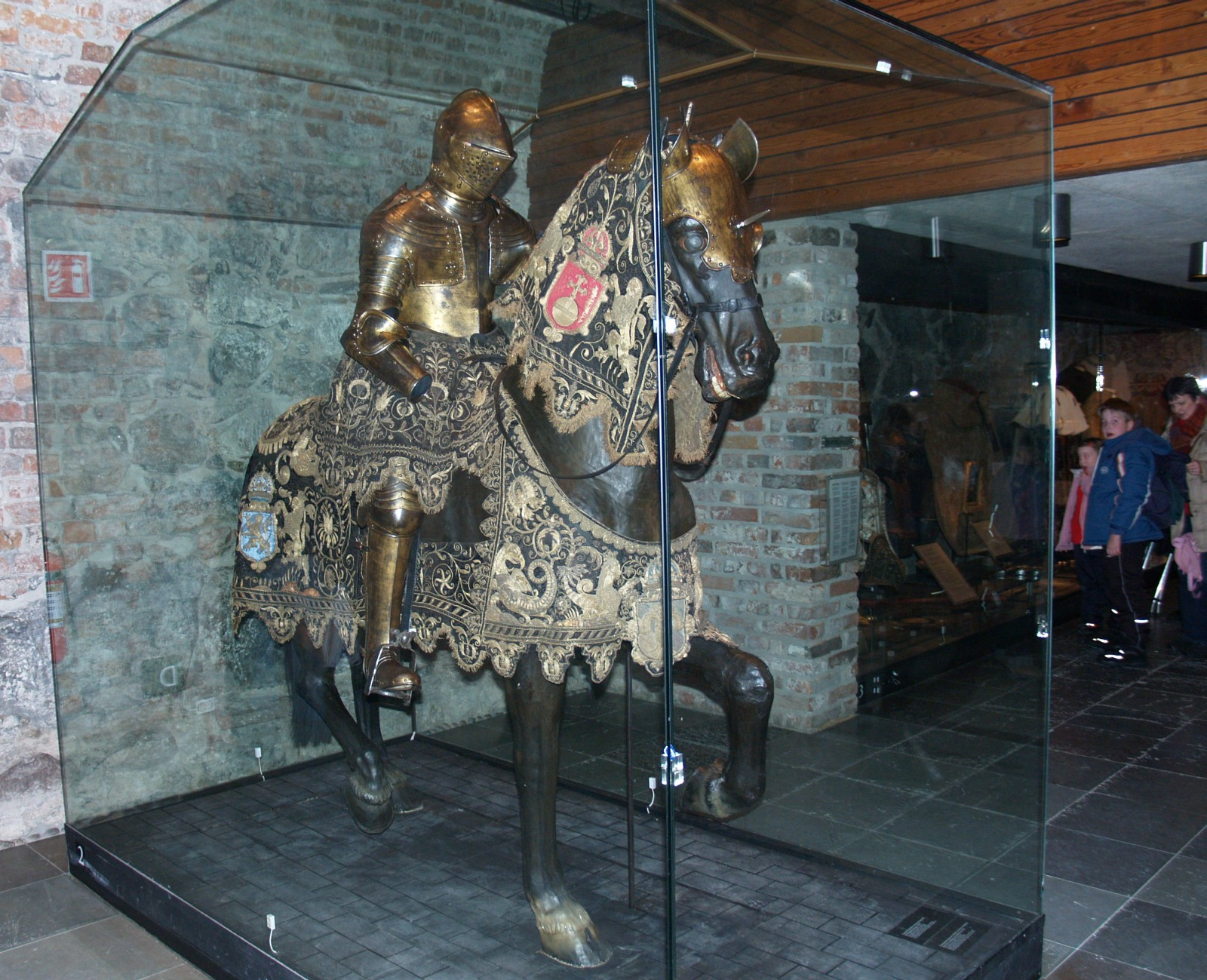
Експонат скарбниці у Королівському палаці

Ліврусткамарен (швед. Livrustkammaren), або Королівська скарбниця — музей у Королівському палаці Стокгольма, Швеція. Тут зібрано безліч експонатів, пов'язаних із шведською воєнною історією і монархією. Заснований королем Густавом ІІ Адольфом у 1628 році, Ліврусткамарен є одним із найстарших музеїв у Швеції.
Речі, які зберігаються у музеї використовують у деяких офіційних церемоніях королівської сім'ї — на весіллях, похоронах і коронації.